# Албина Мали-Хочевар
Албина Мали-Хочевар (Виница, код Чрномља, 12. септембар 1925 — Сливнишко Похорје, 24. јануар 2001) била је учесница Народноослободилачке борбе, друштвено-политичка радница СР Словеније и народни херој Југославије.

## Биографија
Рођена је 12. септембра 1925. године у Виници, код Чрномља, у радничкој породици. У породици је било осморо деце, отац јој је био опанчар, а мајка радница. Кад је кренула у школу, живели су у Чрномљу. Кад је похађала трећи разред основне школе, отац јој се разболео, па су се преселили у Јурку Вас, где јој је отац умро 1934. године. Од тада је и Албина почела да ради како би прехранила многобројну породицу. Првобитно је радила у Врху при Шмихелу, а након тога се после две године преселила на Брезово Ребро, одакле је ишла у школу у Долњи Ајдовец. Ту је живела код породице и коначно завршила школу, када је отприлике почео и рат у Југославији 1941. године.

### Народноослободилачка борба
Албина се укључила у Народноослободилачки покрет (НОП) у лето 1941. године. Партијски активист Херман Хенингман из Долењских Топлица поверавао јој је задатке. Одржавала је везу између Новог Места и Брезовог Ребра, где је био положај активиста и партизански логор. Децембра 1941. напустила је Брезово Ребро и по Хенингмановом упутству запослила се у Новом Месту. У гостионици у којој је радила организовала је пункт за везу и, током три месеца боравка у Новом Месту, растурала летке и одржавала везе с куририма који су долазили у град.
После три месеца у Новом Месту, преселила се у Чешчу Вас код мајке. Ту је био пункт за везу коју је Албина одржавала између Новог Места, Чешче Васи, Брезовог Ребра и Пречне. Јуна 1942, била је издана, па се тада пребацила на Врезово Ребро у Јоштву заштитну чету Западнодолењског партизанског одреда. У том је тренутку трајала италијанска офанзива на ослобођену партизанску територију, па се партизанска јединица разделила на више мањих група. Након завршетка офанзиве, групе су се нашле код Подстеница и поновно ујединиле у одред. Албина је у Подстеницама августа 1942. године била примљена за чланицу Савеза комунистичке омладине Југославије (СКОЈ). Децембра 1942. у Долењској је постала борац Треће чете Трећег батаљона Прве словеначке бригаде „Тоне Томшич”. У бригади је била болничарка, неко време у чети, а затим у батаљону, где је била и батаљонски секретар СКОЈ-а.
Учествовала је у борбама 11. децембра 1942. у Ајдовцу и на Полици, 26. децембра 1942. код Мирне и два дана касније код Требинца, 3. јануара 1943. у простору Загорица–Чатеж, 13. јануара у Шентвиду, код Стичне, 17. јануара на Полици и остало. Септембра 1942, била је у Сувој Крајини први пута рањена, затим 21. јануара 1943. у борби код Загорице, где је бригада напала белогардистичко упориште. Дана 4. марта 1943. учествовала је у бици код Метлике, где се бринула о рањеницима. Бригу о рањеницима водила је и током борби код Амбруса, 18. марта и у борбама код Данама 25. марта 1943. године. Трећи пут била је рањена 15. септембра 1943. на Великом Осолнику, током борби за Турјак, када је у њеној близини експлодирала мина. Опорављала се у партизанској болници у Јелендолу, Кочевски Рог, затим у Чрмошњицама и одатле евакуисана на Жумберак. Године 1944. постала је чланица Комунистичке партије Југославије (КПЈ).
Из Жумберка је крајем 1944. отишла на подручје Беле Крајине, где је учествовала у борбама које је водио Белокрањски партизански одред. Затим је отишла у Партијску школу на Кочевском Рогу, где је била од маја до јула 1944. године. Кад је завршила курс у Партијској школи, одлетела је као болничарка с транспортом рањеника у Бари, Гравину, затим у Барлету, а новембра 1944. године у Сплит. Налазила се у Осмом корпусу НОВЈ као болничарка, а 14. јануара 1945. премештена је у дечји дом у Новиград. На крају рата била је стационирана у Задру и затим у Трсту.

### Послератни период
У првим послератним годинама најпре је живела у Новом Месту, а затим на Пагу, у Поречу, Кобариду, Илирској Бистрици, а децембра 1955. године настанила се у Марибору. У Љубљани је била партијски секретар на терену Пољане, у Кршком и Марибору чланица Комитета СК Словеније и остало.
Умрла је 24. јануара 2001. године у Сливнишком Похорју.
Носилац је Партизанске споменице 1941. и других југословенских одликовања, међу којима је и Орден партизанске звезде трећег реда. Орденом народног хероја одликована је 13. септембра 1953. године.